# Audacieuse (1917)
Pour les articles homonymes, voir Audacieuse (homonymie).
L'Audacieuse est une canonnière de lutte anti-sous-marine de la Marine française, de classe Ardent. Elle a également été classée successivement comme dragueur de mines et comme aviso.

## Conception
L'Audacieuse est une canonnière de 350 tonnes. Sa longueur est de 60,20 mètres, son maître-bau de 7,20 mètres, son tirant d'eau de 2,90 mètres,. Elle est propulsée par une machine à vapeur alternative à triple expansion provenant du T 226, alimentée par des chaudières Normand ou Delaunay-Belleville et actionnant une hélice unique. D’une puissance de 1200 à 1500 ch (on rencontre aussi la valeur de 2500 ch), elle propulse le navire à une vitesse de 14 à 17 nœuds,. Avec une réserve de 85 tonnes de charbon, elle a un rayon d'action de 2000 milles marins à 10 nœuds. Son équipage se compose de 55 hommes et son armement de deux canons de 100 mm et de grenades anti-sous-marines,.

## Historique
La canonnière Audacieuse est commandée en 1916 par un marché de gré à gré après appel à la concurrence, marché commun avec son sister-ship la Batailleuse, aux Chantiers et Ateliers de Provence à Port-de-Bouc. Sa construction débute en 1916. En 1917, elle est mise à flot, terminée et mise en service. Elle est le quatrième bâtiment de la Marine française à porter ce nom, après une frégate de 12 canons (1691-1707), puis une canonnière de la flottille de Boulogne (1804-1814), puis une frégate mixte de 3800 tonnes, ayant navigué surtout dans les mers de Chine (1854-1870). Après sa démolition, le nom L'Audacieuse sera à nouveau donné au navire de tête de la série des patrouilleurs de 400 tonnes (plus communément appelés « classe P400 »), mis en service en 1986 et désarmé en 2010.

### Première Guerre mondiale
Après sa mise en service en 1917, l'Audacieuse participe à la Première Guerre mondiale. Elle est utilisée comme dragueur de mines en 1917, et en 1917-1918 comme escorteur et patrouilleur en baie de Biscarrosse, et dans le golfe de Gascogne. Le 6 août 1917, elle recueille 47 rescapés du cargo américain de 3313 tonnes Campana (ex-Dunholme) appartenant à la Standard Oil Co. of New Jersey, qui vient d’être coulé par un sous-marin à la position 46° 08′ N, 5° 30′ O.
Le 11 août 1917, elle est abordée accidentellement par la Belliqueuse au large de Rochefort. Durant l’accident, le matelot de 2e classe gabier breveté Yves Thépaut est grièvement blessé au pied gauche. Dès l’arrivée de l'Audacieuse à son mouillage, il est transporté à l’hôpital de Rochefort, mais il meurt le lendemain 12 août des suites du choc et de l’hémorragie.

### Entre-deux-guerres
En 1924, l'Audacieuse est reclassée brièvement comme aviso de 2ème classe,, mais en 1925 elle est à nouveau désignée comme canonnière. En 1929, elle est une seconde fois désignée comme aviso de 2ème classe. Elle est alors affectée à l’école des mécaniciens de Lorient,. Elle fait partie de 1929 à 1937 du groupe de navires de l'école des mécaniciens, groupe constitué de l'Audacieuse, de la canonnière la Luronne (marque de coque L) et de l'aviso Enseigne Henry, ex Dumont-d'Urville (marque EH).
L'Audacieuse reprend du service durant la Guerre d'Espagne : elle est réarmée en 1937 pour assurer la surveillance au large d’Hendaye,.

### Seconde Guerre mondiale
L'Audacieuse est désarmée le 20 janvier 1940,. Au moment de l'invasion de la France par les Allemands, elle se trouve à Lorient avec un certain nombre de vieux bâtiments déclassés, qui sont utilisés comme pontons d'amarrage. Il y a là l'ancien croiseur Strasbourg (ex-SMS Regensburg allemand) ; le croiseur Condé ; la frégate La Melpomène ; l'aviso-transport Vaucluse ; l'aviso Enseigne Henry ; les canonnières Crocodile, Luronne et Surveillante ; les transports Isère et La Martinière ; le charbonnier Dunarea. Certains de ces pontons (dont l'Audacieuse et l'Isère) furent utilisés par les U-boote allemands avant la construction de la base sous-marine de Kéroman,. Le croiseur Strasbourg sera même coulé devant la base sous-marine pour la protéger des attaques.
Après l’Occupation, l’épave de l'Audacieuse, coulée sur le banc du Turc, est renflouée en juillet 1946 pour être démolie.

## Commandants
- 1917 : lieutenant de vaisseau Pierre Émile Eugène Pertus[3]